# Аргонаут (лек крайцер, 1941)
Аргонаут (на английски: HMS Argonaut (61), от на английски: Argonaut – Аргонавт) е лек крайцер на Британския Кралски флот, от времето на Втората световна война. Един от 11 крайцера на типа „Дидо“.
Поръчан е по военната програмата от 1938 г. и е заложен в корабостроителницата Cammell Laird в Биркенхед на 21 ноември 1939 г. Крайцерът е спуснат на вода на 6 септември 1941 г., ставайки третият кораб носещ това име в британския флот. Влиза в строй на 8 август 1942 г.

## История на службата
Крайцерът започва своите изпитания на 14 юли 1942 г., но поради дефицит за материали не влиза в строй. Предполага се крайцерът да се използва в Средиземно море. През август крайцерът преминава в Скапа Флоу на Оркнейските острови и влиза в състава на 10-та ескадра крайцери. През септември има излизания към северозападните подходи. Първата бойна операция за „Аргонаут“ е доставката на няколко 94 mm оръдия и норвежки войници в Шпицберген.
На 13 октомври крайцерът взема на борда си медицински персонал от състава на RAF и заедно с разрушителите Intrepid и Obdurate се насочва за Мурманск. На 28 октомври крайцерът се връща във Великобритания возейки на борда си летците от самолетите Хемпден, доставени в СССР с конвой PQ-18. С пристигането си е изпратен към Шпицберген.

## Операция Торч
Но на 28 октомври крайцера съвместно с линкорите Duke of York, Nelson, линейния крайцер Renown, самолетоносачите Victorious и Formidable и крайцера Bermuda в съпровождение на 11 разрушителя се насочва за Гибралтар, където пристига на 6 ноември и където се присъединява към Съединение H. Корабът трябва да участва в десанта в Северна Африка. На 8 ноември крайцера заедно с разрушителя Ashanti излиза в морето, за да отвлече вниманието, чрез радио сигнали, на противника от десанта.
На 15 ноември крайцерът, заедно със Съединение Q: крайцерите Aurora, Charybdis, Scylla и Sirius, разрушителите Quentin и Quiberon, е преведен в Бон с базиране в тази база. Съединението е предназначено за атакуващи действия против вражеските конвои в Туниския залив.
На 2 декември „Аргонаут“ заедно с крайцерите Aurora и Sirius, разрушителите Quentin и Quiberon участва в боя с италиански конвой северно от Тунис. 4 транспорта и съпровождащият ги разрушител Folgore са потопени.

## Торпедни повреди
На 14 декември, по време на поредното излизане на Съединение Q, „Аргонаут“ е подложен на атака от италианската подводница Mocenigo западно от остров Галита, в точката 37°30′ с. ш. 8°13′ и. д. / 37.5° с. ш. 8.216667° и. д.. В резултат на 2 торпедни попадения са откъснати носовата и кърмовата оконечности, изгубено е рулевото управление, 2 кули от петте излизат от строй. Крайцерът остава на вода и е отбуксиран в Алжир. Независимо от тежките повреди, на крайцера загиват само 3 души.
На 1 януари 1943 г. крайцерът преминава в Гибралтар, където на 4 януари влиза за подготвителен ремонт, продължил до края на март. На 5 април крайцерът, под ескорта на разрушителя Hero, отплава за ремонт в САЩ. На 9 април, след преминаването на Азорските острови, разрушителят, поради проблеми с машинната установка, е принуден да изостави крайцера, който след това плава сам, докато на 13 април не е пресрещнат от американския разрушител Butler, който го придружава до Бермудските острови. Там на крайцера са проведени допълнителни ремонтни работи, след което той под ескорта на американските тралчици Tumult и Pioneer се насочва към Филаделфия, където пристига на 27 април. На 30 април влиза за ремонт в корабостроителницата на Филаделфия. Ремонтът продължава до септември 1943 г. През октомври са следремонтните изпитания, които завършват на 13 ноември. След това крайцерът отплава за метрополията, приситигайки там на 2 декември.
На 31 декември влиза за ремонт в корабостроителницата в Тайн за завършване на ремонтните работи, които не могат да се изпълнят в САЩ. В хода на ремонта, продължил до март 1944 г., на кораба за намаляване на теглото по височина е свалена най-горната носова кула и са заменени 4-стволните „Пом-пом“-ми. Радиолокационното оборудване и оборудването за свръзка е заменено с оглед използването на кораба в качеството на флагман на ескортно съединение и насочване на изтребителите от съпровождението. Поставени са 10 cm радари за надводно и височинно наблюдение Type 293 и Type 277. Радарите могат да управляват и огъня на малокалибрената зенитна артилерия. Поставена е апаратура за определяне „свой-чужд“ и апаратура за УКВ връзка.

## Десантът в Нормандия
През април крайцерът влиза в състава на 10-та ескадра крайцери и започва провеждането на учебни стрелби преди предстоящия десант в Нормандия.
През май, в Белфаст, съвместно с крайцерите Orion, Ajax и Emerald сформира Съединение K, целта на което е обстрел над артилерийските батареи във Во сюр Ор.
На 3 юни крайцерът, в състава на Съединение К, отплава от Клайд заедно с конвоя G-12 под охраната на разрушителите Grenville и Undine. На 5 юни към съединението в пролива Те Солент се присъединява холандската канонерска лодка Flores. След това корабите и конвоя се насочват към изходните позиции. В утрото на 6 юни, по време на фазата на десантирането, крайцерът провежда обстрел над определените му по план цели, след което пренася огъня към батареята, разположена в Longues и подавена по-рано от крайцера Ajax. От 7 юни крайцерът се намира в източната област, занимавайки се с огневата поддръжка по време на фазата на настъплението. На 25 юни крайцерът, съвместно с крайцерите Emerald, Enterprise и Glasgow, американския линкор Nevada, американските тежки крайцери Tuscaloosa и Quincy, под прикритието на американски разрушители, провежда обстрел над бреговите батареи в Querqueville. На 26 юни подсигурява поддръжката на настъплението на британските сили в района на Кан съвместно с линкора Rodney, монитора Roberts и крайцерите Belfast и Diadem. Тук крайцерът отново има късмет, когато в неговия ют попада вражески 150 mm снаряд, който излиза през десния му борд без да детонира и не нанася никакви съществени повреди. През юли крайцерът продължава да оказва огнева поддръжка, с преход до Девънпорт за замяна на лейнерите на оръдията от главния калибър. Всичко за времето на операцията той изстрелва 4359 снаряда на главния калибър.

## Десанта в Южна Франция
На 4 август „Аргонаут“ излиза в Средиземно море за съединение с групата за огнева поддръжка Camel, влизаща в състава на TF-87, намиращо се под американско командване. Това съединение е задействано в планиращата се операция по десанта в Южна Франция (операция Dragoon). На 11 август той отплава от Салерно заедно с американския линкор Arkansas, крайцерите Tuscaloosa, Marblehead и Brooklyn под ескорта на американски разрушители. На 15 август „Аргонаут“ изстрелва 394 снаряда по батареите разположени между Кан, Антиб и остров Сент Маргит. По-късно обстрелва цели в залива на Фрежюс. В хода на обстрела има и слаб ответен огън. На 22 август крайцерът прекратява участието си в операцията и минава под командването на Средиземноморския флот.

## Действия в Егейско море
През септември крайцерът е назначен на служба в източното Средиземноморие в състава на Британските сили в Егейско море. На 24 септември той заедно с крайцерите Orion, Ajax, Royalist, Black Prince, Aurora и Ceylon се насочва в състава на тези сили за поддръжка на операциите по освобождаване на островите в Егейско море. На 16 октомври крайцерът е изпратен за прихващане на евакуирашите се немски войски и потопява 2 каяка. На 9 ноември крайцера ескортира войскови конвой към Салоники.

## В състава на Тихоокеанския флот
На 22 ноември крайцерът е преназначен във формиращия се Британски Тихоокеански флот. На 25 ноември той отплава от Александрия към Тринкомале. С пристигането, през декември, „Аргонаут“ влиза в състава на Тихоокеанския флот.
На 17 декември „Аргонаут“, в състава на Съединение TF67: самолетоносачите Indomitable и Illustrious, крайцерите Newcastle и Black Prince, разрушителите Kempenfelt, Wessex, Whirlwind, Wrangler и Wakeful, излиза за подсигуряване на авиационния удар по цели в Северна Суматра в района на Belawan Deli (Operation Robson).
От 2 януари 1945 г. крайцерът в състава на Съединение TF67: самолетоносачите Indomitable, Victorious и Indefatigable, крайцерите Suffolk, Black Prince и Ceylon и 8 разрушителя, участва в нанасянето на въздушни удари по нефтопреработвателните заводи в Суматра в Pangkalan Brandan (операция Lentil).
На 13 януари участва в репетициите за предстоящата операция Meridian. На 16 януари крайцера отплава от Тринкомале за Австралия в състава на Съединение 63. На 24 януари той с част от силите на ескорта се отсъединява със самолетоносачите Indomitable, Illustrious и Victorious за нанасяне на удар по нефтопреработвателните заводи в Pladjoe, северно от Палембанг (операция Meridian I). До и след провеждането на частите на операцията корабите се зареждат в залива Ексмут (Австралия). На 29 януари „Аргонаут“ продължава в рамките на операция Meridian да охранява тази част от корабите на TF63, които нанасят удари по Soengi-Gerong у Палембанг. В началото на февруари съединението продължава движението си към Сидни, със заход в Мелбърн на 4 февруари. На 10 февруари Съединението, сменило с края на операция Meridian номера си на 113 пристига в Сидни.
През март крайцерът е определен за служба в Британския Тихоокеански флот непосредствено в Тихия океан съвместно с 5-ти флот на САЩ. На 7 март съвместно със Съединение TF113 той пристига в базата на остров Манус, от Адмиралтейските острови.
На 23 март крайцерът отплава от Улит за съпровождение на американските десантни сили за Окинава. Британското Съединение влиза в състава на американското TF57. На 26 март крайцера участва в операции Iceberg – неутрализацията на японските летища на островите Сакишима. Крайцерът, заедно с разрушителя Kempenfelt, е отделен от основните сили на флота за радарен патрул на 30 мили от Съединението. На 28 март, с разрушителя Wager, е отделен за радарен патрул на групата за дозареждане. Крайцерът е атакуван от вражески самолети. На 6 април отново се намира в състава на радарен патрул, този път с разрушителя Urania. На 9 април заедно с британските кораби се отделя от флота за нанасяне на удари по Формоза (операция Iceberg Oolong). На 15 април британските кораби се връщат към островите Сакишима. На 20 април кратковременно отплава за Лейт със самолетоносача Illustrious и разрушителите Wager и Whelp след което се връща към островите Сакишима. На 4 май със същите кораби се насочва за Сидни, където на 15 май влиза за ремонт.
С края на ремонта, през юли, той се насочва за замяна на канадския крайцер Uganda, в състава на TF37 – такова наименование получава TF57, след преминаване в подчинение на 3-ти флот на САЩ, което и прави на 27 юли. На 31 юли е назначен за кораб за свръзка между групата за зареждане и оперативната група в състав самолетоносача Illustrious, ескортния самолетоносач Ruler и новозеландския крайцер Achilles. На 3 август подсигурява с TF37 прикритието на авионосните групи, нанасящи удари по цели в Япония. Операцията продължава до 10 август, след което на 12 август корабите се връщат в Манус поради свършване на горивото на британските танкери от съпровождението.
На 15 август крайцера е преведен в състава на TU111.3: състоящо се от самолетоносача Colossus, крайцера Bermuda, разрушителите Tyrian, Tumult, Tuscan и австралийския Quiberon. Задача на съединението е извозване на британските военнопленници от Формоза и материков Китай.

## Следвоенна служба
С края на войната крайцерът се насочва към Формоза, а след това се присъединява към крайцера Belfast в Шанхай с цел оказване на помощ на американския флот при репатриацията на съюзните граждани. След това крайцерът остава в състава на Тихоокеанския флот с базиране в Хонконг до края на 1945 г.
През 1946 г. той се връща в Портсмът (на 6 юли), където е изваден в резерв. Крайцерът не влиза никога вече в състава на флота и простоява в резерва до 1955 г., когато е изключен от списъците на флота. Корабът е продаден за скрап на J Cashmore и на 19 ноември 1955 г. пристига за разкомплектоване в Нюпорт, Южен Уелс.

## Коментари
1. ↑  Всички данни са към момента на влизане в строй.